# Burgstall Einsiedelbuckel
Der Burgstall Einsiedelbuckel ist eine abgegangene mittelalterliche Höhenburganlage auf dem namengebenden Einsiedelbuckel westlich von Malching im Landkreis Passau in Bayern. An dieser Stelle befand sich vor dem Mittelalter schon eine vorgeschichtliche Befestigungsanlage und Siedlung der frühen Bronzezeit, der Urnenfelder-, Hallstatt- und der Latènezeit.
Von der Wallburg vom Typus einer Turmhügelburg (Motte) sind noch drei Turmhügel und Gräben erhalten. Der Burgstall ist als Bodendenkmal D-2-7645-0114 „Vorgeschichtliche Befestigungsanlage und Burgstall des Mittelalters, Siedlung der frühen Bronzezeit, der Urnenfelder-, Hallstatt- und Latènezeit sowie des Mittelalters“ vom Bayerischen Landesamt für Denkmalpflege erfasst.

## Beschreibung
Die völlig mit Wald bedeckte Burgstelle liegt rund 700 bis 1100 Meter westlich der katholischen Pfarrkirche St. Aegidius von Malching auf dem Einsiedelbuckel, einer dem Eichberg vorgelagerten Bergkuppe am Rand des breiten Tales des Inns, der dort die Grenze zu Österreich bildet. Der langgestreckte, von Osten nach Westen verlaufende Burgstall befindet sich auf etwa 390 m ü. NN Höhe. Das Gelände an der südlichen Längsseite und an der Ostspitze fällt steil in das Tal des Inns ab, nach Norden ist der Burgstall größtenteils durch eine Talung vom Eichberg getrennt, nur an der Nordwestecke ist er mit dem Eichberg durch einen Geländesattel verbunden. Die westliche Spitze ist durch ein steil und tief eingegrabenes Kerbtal, durch das auch die Landkreisgrenze zwischen Passau und Rottal-Inn verläuft, vom gegenüberliegenden Bergsporn getrennt. Die Burganlage war so an allen Seiten von Natur aus gut gegen eine Annäherung geschützt. Auf dem Sporn befindet sich eine weitere Burgstelle, die die ebenfalls abgegangene Burg Erneck trug.
Die Burgstelle Einsiedelbuckel misst in Ost-West-Richtung 180 Meter und ist in vier Bereiche gegliedert. Die westlichen drei Bereiche weisen je einen turmhügelartigen Geländekegel auf, im Osten schließt sich ein langgestreckter Teil an.
Der am meisten exponierte westliche Turmhügel ist steil geböscht und trägt ein rechteckiges Plateau von 9 × 7 Metern. Die Ränder des Plateaus sind überhöht, was aber eher durch eine rezente Eingrabung in den dortigen Lössboden verursacht wurde. An der Ostseite schließt sich ein dreieckiger Vorsprung von sechs Metern Länge an.  Der Turmhügel ist nach Westen hin noch 12 Meter, nach Süden 18 Meter und nach Norden hin fünf Meter hoch. Nach Norden ist dem Hügel ein nur noch schwach ausgeprägter Graben vorgelegt, der ihn vom allmählich bis zu 455 m ü. NN Höhe ansteigenden Eichberg abtrennt. Die Ostseite fällt 12 Meter in einen Graben ab, der den ersten und den zweiten Turmhügel trennt.
Der zweite Turmhügel steigt 15 Meter von der Sohle dieses Grabens auf und ist damit drei Meter höher als der erste Hügel. Nach Süden und Norden fällt der zweite Hügel rund 16 Meter ab, nach Süden hin steil, nach Norden etwas flacher. Vom dritten Hügel ist er im Osten durch einen zwei Meter tiefen Graben getrennt. Der zweite Turmhügel besitzt ein ovales, 12 × 6 Meter messendes Plateau.
Der dritte Turmhügel ist zwei Meter höher als der zweite und steigt vier Meter aus dem Graben an. Er ist im Norden und Süden sieben Meter hoch, es schließen sich die Hänge des Einsiedelbuckels an. Das Plateau des dritten Kegels misst 12 × 8 Meter.
Der ovale Kernburgbereich im Osten steigt nochmals fünf Meter höher an als der dritte Turmhügel. Er hat eine Länge von 50 Metern und ist bis zu 14 Meter breit. In seinem Westteil ist er etwas eingeschnürt.
Von der vorgeschichtlichen Befestigung befinden sich noch Reste am östlichen Ende des Einsiedelbuckels, östlich des  Kernburgbereichs der mittelalterlichen Burganlage und rund zehn Meter tiefer. Dieser 60 Meter lange und 30 Meter breite Bereich wurde durch eine künstlich versteilte Böschung befestigt, der zusätzlich ein Hanggraben vorgelegt wurde. Dieser Graben setzt an der Nordseite des dritten Turmhügelkegels an und verläuft weiter im Norden am Kernburgbereich und am tiefer liegenden, östlichen Bereich vorbei, und trennt diesen Bereich von den letzten östlichen Ausläufern des Einsiedelbuckels. An der steiler abfallenden Südseite sind keine Spuren eines Graben sichtbar.